# بنك البلاد

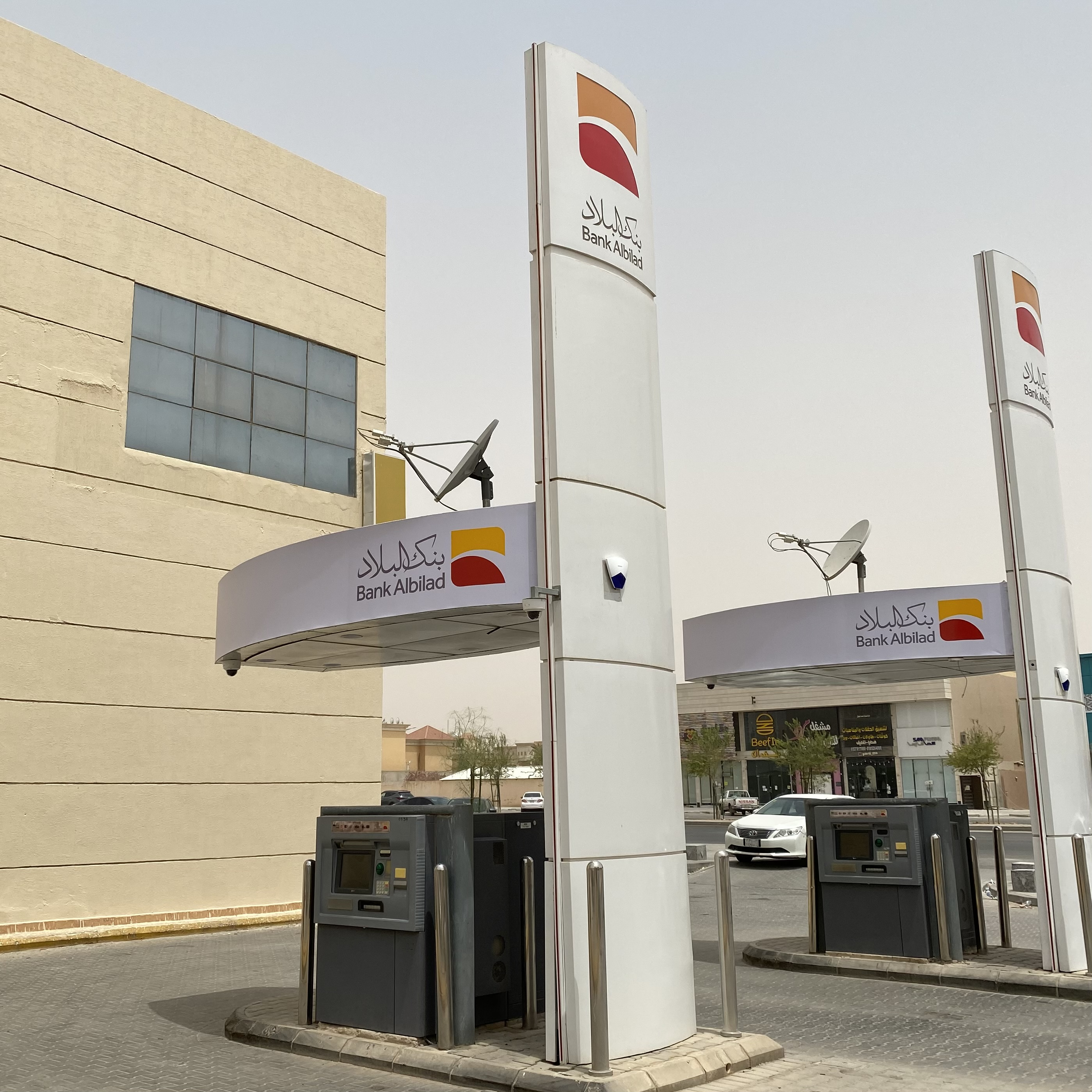
أحد صرافات بنك البلاد

بنك البلاد هو مصرف إسلامي سعودي يقع مقره الرئيسي في مدينة الرياض في السعودية. تأسس بنك البلاد، شركةً مساهمة سعودية عامة، بموجب المرسوم الملكي رقم (م/48) وتاريخ 21/09/1425هـ (الموافق 04/11/2004م)، وقرار مجلس الوزراء رقم (258) وتاريخ 18/09/1425هـ (الموافق01/11/2004م) وطبقاً لأحكام نظام الشركات الصادر بالمرسوم الملكي الكريم رقم (م/6) وتاريخ 22/3/1385هـ ونظام مراقبة البنوك، وكذلك الأنظمة الأخرى السارية في المملكة العربية السعودية، و يحمل سجل تجاري برقم 1010208295 وتاريخ 10/03/1426هـ، وتتمثل أهداف البنك في تقديم كافة أنواع الخدمات المصرفية المتوافقة مع أحكام الشريعة الإسلامية. في 5 مارس 2024 تم زيادة رأس مال البنك إلى 12.5 مليار ريال سعودي.

## نشاط البنك
بنك البلاد هو مصرف سعودي إسلامي تأسس بموجب المرسوم الملكي 48/ م بتاريخ 1425/9/21 هـ الموافق 4 نوفمبر 2004 برأس مال 10 مليار ريال سعودي. تم رفع رأس مال بنك البلاد إلى 7.5 مليار ريال سعودي، ومقره الرئيسي مدينة الرياض.

## خدمات البنك
يقدم بنك البلاد خدمات مصرفية وفق أسس شرعية يتبعها في كل المنتجات والخدمات ويوفر حلول واسعة للعديد من المجالات منها:
- خدمات الأفراد.
- خدمات الشركات.
- خدمات استثمارية عبر ذراع بنك البلاد الاستثماري " البلاد المالية “[6]
- خدمات الحوالات المالية عبر ذراع بنك البلاد للحوالات " انجاز “[7]

كما يوفر بنك البلاد شبكة واسعة من الفروع تخدم الرجال وفروع مخصصة للسيدات إضافة إلى شبكة من أجهزة الصراف الآلي وأجهزة الخدمة الذاتية والمنتشرة في أرجاء المملكة.

## أعضاء مجلس الإدارة
المدير التنفيذي للبنك هو عبد العزيز بن محمد العنيزان (منذ مارس 2016) ويتكون مجلس الإدارة في بنك البلاد من كل من:
- أ.ناصر محمد السبيعي. (رئيس مجلس الإدارة) [9]
- أ. أديب محمد أبانمي. (نائب رئيس مجلس الإدارة)
- د. زياد عثمان الحقيل (عضو)
- أ.ناصر بن سليمان الناصر. (عضو)
- أ. هيثم محمد الفايز. (عضو)
- أ. هيثم سليمان السحيمي. (عضو)
- أ.خالد بن عبدالرحمن الراجحي (عضو)
- أ. عبدالعزيز محمد العنيزان. (عضو)
- أ. محمد عبدالرحمن الراجحي. (عضو)
- أ.معاذ عبدالرحمن الحسيني . (عضو)

## الهيئة الشرعية
- الشيخ الأستاذ الدكتور/ عبد الله بن موسى العمار (رئيس اللجنة)
- الشيخ الدكتور/ محمد بن سعود العصيمي
- الشيخ الدكتور/ يوسف بن عبد الله الشبيلي

## مميزاتالمصرف
- أول مصرف إسلامي حقيقي.[وفقًا لِمَن؟]
- أكبر نسبة اشتراك في الأسهم في المملكة العربية السعودية
- رابع أكثر مصرف في المملكة العربية السعودية من حيث عدد الفروع «خلال 3 سنوات فقط».
- أفضل بيئة عمل في عام 2007 م
- شهادة الجودة العالمية في عام 2007 م

## المسؤولية الاجتماعية
المسؤولية الاجتماعية في بنك البلاد هي التزام البنك المستمر للمجتمع استشعارا بمواطنته ومشاركته لمجتمعه كمنشئة مسؤولة"، من خلال التحلي بالأخلاقيات المهنية العالية وعدم الإضرار بالبيئة وترشيد المقدرات الطبيعية ولعب دور إيجابي في اقتصاد البلاد لتحقيق تنمية اقتصادية والعمل على تحسين ممارسات الأعمال المعتادة للبنك لما يكون له أثر مستدام ومباشر، بالإضافة إلى الالتزام بمراعاة هموم واهتمامات وتوقعات الأطراف ذات الصلة بالبنك، وتغطية الجوانب الاجتماعية والبيئية والاقتصادية. وإيمانا منّا بأهمية وضوح الرؤية في هذا المجال، فقد وضعت الاستراتيجية العامة التي تنظم أعمال وبرامج المسؤولية الاجتماعية والتي بدأ العمل بها بعد توفيق الله بداية عام 2016.
ومن أبرز مبادرات البنك في مجال المسؤولية الاجتماعية:
إطلاق تطبيق الوصية الإلكترونية:
إيماناً بأهمية الوصية، قام بنك البلاد بإطلاق تطبيق الوصية الإلكترونية والذي يهدف إلى نشر ثقافة كتابة الوصية وإحياء هذه السنة النبوية في المجتمع. ولأهمية تفادي الأخطاء الشرعية في الوصية تم التعاون مع مركز واقف خبراء الوصايا والأوقاف ليتم تقديم الاستشارات الشرعية الخاصة بالوصية عبر هذا التطبيق الإلكتروني.
تطبيق فاذكروني للأجهزة الذكية
بعد إطلاق هذا التطبيق لمواقيت الصلاة والأذكار والأدعية عام 2013، تم الاستمرار في تحديث هذا التطبيق ليطابق الهوية الجديدة لبنك البلاد وكذلك إضافة بعض المميزات كدعم ساعة آبل الذكية.
مشاريع خدمة ذوي الاحتياجات الخاصة
عمل البنك على إطلاق عدد من المشاريع لخدمة ذوي الإعاقة قام البنك بتأهيل فرع مجهز بكامل الإمكانيات اللازمة لخدمة ذوي الاحتياجات الخاصة والتي تمكن كل من ذوي الإعاقات الحركية، السمعية، البصرية من تنفيذ كافة العمليات البنكية بسهولة تامة. قاموس المعاملات البنكية بلغة الإشارة بالتعاون مع المختصين، قام البنك بتبني قاموس يحوي مصطلحات المعاملات البنكية بلغة الإشارة لتمكين ذوي الإعاقة السمعية من إنجاز معاملاتهم بثقة وسهولة. موائمة عدد من أجهزة صرافات البنك الآلية حول المملكة لاستخدام المكفوفين وذلك من خلال وضع برمجيات خاصة ومسارات أرضية إرشادية.
دعم الجامعات السعودية لطباعة ونشر أبحاث الاقتصاد الإسلامي
طباعة ونشر الأبحاث العلمية للاقتصاد الإسلامي: بالتعاون مع الجامعات السعودية لطباعة ونشر أبحاث الاقتصاد الإسلامي الأكاديمية المميزة.
المشاركة في حملات التبرع بالدم
إقامة حملة للموظفين للتبرع بالدم لصالح المرضى المحتاجين في مستشفى الإمام عبد الرحمن الفيصل بالرياض.
حملة البلاد مبادرة لتفطير الصائمين بمختلف مناطق المملكة:
بدأت هذه الحملة في عام 2011 وتستمر طيلة شهر رمضان المبارك من كل عام، ووصل عدد الوجبات التي تم توزيعها هذا العام 350 ألف وجبة الإطار وزعت في معظم مدن البلاد للعام الرابع على التوالي.
حملة خدمة حجاج بيت الله الحرام:
من خلال رعاية جمعية الكشافة السعودية في موسم الحج وتوزيع عبوات المياه والعصائر مجاناً في مشاعر الحج والتي بدأت لأول مرة في عام 2014 واستمرت لهذا العام 2015، حيث وصل عدد العبوات التي تم توزيعها 750,000 ألف عبوة لضيوف الرحمن في المشاعر المقدسة للعام الثاني على التوالي.
تقديم عدد 3 سيارات مبردة لجمعية اطعام:
للمساعدة على حفظ الطعام ونقله للمحتاجين، إضافة إلى التمكين من خلق وظائف في الجمعية (سائق ومساعد سائق لكل سيارة)، بالإضافة إلى تبرع مالي بقيمة 50 ألف ريال دعماً لأنشطة الجمعية.
دعم لجنة أصدقاء المرضى بالرياض:
لتمكينهم من تأمين أجهزة ومواد خاصة للمرضى الذين لا يستطيعون العلاج على نفقتهم الخاصة.
دعم الجمعية الخيرية لتوفير الدواء للجميع بمكة المكرمة:
حيث تم تقديم دعم مالي لشراء الأدوية اللازمة وتوزيعها على المرضى المحتاجين، علماً أن الجمعية قدّمت الدواء خلال العام الماضي لأكثر من 800 مستفيد بشكل شهري.
دعم للجنة الوطنية لرعاية السجناء والمفرج عنهم وأسرهم (تراحم):
تم تقديم دعم مالي للجنة الوطنية لرعاية السجناء والمفرج عنهم وأسرهم (تراحم) بالمنطقة الشرقية.
كسوة الطلاب والطالبات المحتاجين في منطقة الحدود الشمالية:
تم منح مؤسسة تكافل الخيرية دعم مالي مخصص لكسوة الطلاب والطالبات المحتاجين في منطقة الحدود الشمالية خلال فصل الشتاء.
إنشاء «كرسي بنك البلاد البحثي للتجارة الالكترونية» بالتعاون مع الجامعة السعودية الإلكترونية:
يهدف إلى تحقيق الريادة والسبق العلمي في مجال أبحاث ودراسات تطوير التطبيقات والأدوات في التجارة الإلكترونية وكذلك التعرف على ظروف وطبيعة النمو المناسب في بناء نظم إلكترونية مميزة تخدم التعاملات التجارية الإلكترونية، وتتحلى بالمزيد من الأمان التقني ويسهل على المجتمع التعامل من خلالها بشكل مثالي.
المشاركة في برنامج وزارة التعليم «وظيفتك بعثتك» لتوظيف عدد من خريجي البرنامج في البنك بعد حصولهم على الشهادة الجامعية.
إقامة فعالية ترفيهية لأبناء شهداء الواجب وتكريمهم خلال مهرجان أبها الصيفي للتسوق 2016:
والذي يرعاه بنك البلاد حيث دعا البنك حوالي 30 طفل من أبناء شهداء الواجب لإقامة فعالية ترفيهية لهم تضمنت عرض مسرحي وإنشادي وكذلك تكريمهم والتذكير بأهمية مواقف آبائهم البطولية.
معايدة المصابين من الجنود المرابطين على الحد الجنوبي في عيد الفطر:
حيث تمت زيارة المصابين المنومين في المستشفى العسكري بالجنوب من قِبل مدير فروع المنطقة الجنوبية وعدد من سفراء البلاد الذين قدموا التهاني بعيد الفطر لحوالي 60 بطل من أبطال الحد الجنوبي المصابين وقدموا لهم باقات الورود والشوكولاتة.
رعاية برنامج أجيال حفظ النعمة بالتعاون مع جمعية «إطعام»:
والذي يهدف إلى تثقيف النشء بأهمية حفظ النعم والحد من إهدارها.
إنشاء كرسي بحث التجار الإلكترونية:
إنشاء كرسي بحثي للتجارة الإلكترونية بالتعاون مع الجامعة السعودية الإلكترونية حيث يهدف كرسي البحث إلى تحقيق الريادة والسبق العلمي في مجال أبحاث ودراسات تطوير التطبيقات والأدوات في التجارة الإلكترونية.
دعم جمعية إنسان:
إنشاء البوابة الالكترونية لمستفيدي جمعية إنسان. لتسهيل إجراءات الأيتام وأُسرِهم، بادر البنك بإنشاء البوابة الإلكترونية لمستفيدي الجمعية الخيرية لرعاية الأيتام «إنسان» والتي تهدف إلى أتمتة كافة الخدمات التي تقدمها الجمعية للمستفيدين.
دعم جمعية طهور:
تقديم سيارة إسعاف مجهزة لجمعية طهور لرعاية ومساندة مرضى السرطان.
دعم المؤسسة الخيرية «مساجدنا»:
دعم المؤسسة الخيرية للعناية بمساجد الطرق «مساجدنا»، بعدد ثلاث سيارات لتسهيل مهمة المؤسسة في صيانة ونظافة مساجد الطرق.

## جوائز
حصل البنك على العديد من الجوائز أبرزها:
- أفضل بنك نمو في عدد المبيعات واستخدامات البطاقات مسبقة الدفع المقدمة من فيزا.
- حصل قطاع الخزينة في عام 2015، على جائزة أفضل متعامل أجنبي بالسلع والمقدمة من بورصة ماليزيا.
- اختيار بنك البلاد ضمن أفضل 100 علامة تجارية في المملكة العربية السعودية في الحفل الذي أُقيم بهذه المناسبة، حيث تم تكريم البلاد من قبل راعي الحفل صاحب السمو الملكي الأمير فيصل بن بندر بن عبد العزيز آل سعود أمير منطقة الرياض.
- جائزة أقوى مصرف تجزئة إسلامي في السعودية، حيث تم تسليم الجائزة خلال المؤتمر العالمي لمصرفية التجزئة الإسلامية في فندق تاج بالاس بدبي يوم 17 نوفمبر 2015. وكان اختيار بنك البلاد للفوز بالجائزة تم عن طريق دراسة لكفاءة أداء البنوك قامت بها جامعة حمدان بن محمد الذكية.
- جائزة أفضل بنك في السعودية لعام 2015، المقدمة من مجلة أريبيان بيزنس الإماراتية.
- جائزة الجودة في العمليات البنكية التي تمنحها مؤسسة جيه بي مورجان المالية العالمية، تقديراً للأداء التشغيلي الرفيع الذي حققه البنك في مجال التحويلات البنكية للعملاء، والتحويلات المصرفية للبنك بما فيها عمليات الخزانة، مسجلاً بذلك فوزه بهذه الجائزة المرموقة ضمن أعلى فئاتها للعام 2015.
- جائزة «أفضل أداء لبنك إسلامي» في المملكة العربية السعودية لعام 2015، حيث تم تكريم بنك البلاد خلال المؤتمر الـثاني والعشرون الإسلامي العالمي السنوي للمصارف الإسلامية بالبحرين من ضمن 18 جائزة يقدمها المؤتمر العالمي للمصارف الإسلامية.
- جائزة أفضل بيئة عمل في الشركات المساهمة السعودية في عام 2007[16]
- جائزة عالمية لإتباع معايير الجودة العالمية من مؤتمر الجودة العالمي في نيويورك في عام 2007[17]
- جائزة التميز الرقمي في فرع الأعمال الإلكترونية في عام 2007[18]
- المركز الثالث ضمن قائمة TOP 10 لأفضل بيئة عمل في الشركات المساهمة السعودية في عام 2007[19]
- المركز الأول لأفضل بيئة عمل للسيدات في عام 2007[20]
- جائزة أفضل بيئة عمل في عام 2006[21]
- جائزة أسرع بنك نمواً في المملكة في عام 2011[22]

## وصلات خارجية
- الموقع الرسمي لبنك البلاد